# (5790) Nagasaki
(5790) Nagasaki es un asteroide perteneciente al cinturón de asteroides, región del sistema solar que se encuentra entre las órbitas de Marte y Júpiter, más concretamente a la familia de Astrea, descubierto el 17 de octubre de 1960 por Cornelis Johannes van Houten en conjunto a su esposa también astrónoma Ingrid van Houten-Groeneveld y el astrónomo Tom Gehrels desde el Observatorio del Monte Palomar, Estados Unidos.

## Designación y nombre
Designado provisionalmente como 9540 P-L. Fue nombrado Nagasaki en homenaje a la ciudad japonesa de Nagasaki con la esperanza de que este planeta menor pueda ser un símbolo para la paz mundial.

## Características orbitales
Nagasaki está situado a una distancia media del Sol de 2,570 ua, pudiendo alejarse hasta 2,895 ua y acercarse hasta 2,245 ua. Su excentricidad es 0,126 y la inclinación orbital 2,309 grados. Emplea 1505,53 días en completar una órbita alrededor del Sol.

## Características físicas
La magnitud absoluta de Nagasaki es 13,9. 